# Intervallschachtelung
Das Intervallschachtelungsprinzip wird besonders in der Analysis in Beweisen benutzt und bildet in der numerischen Mathematik die Grundlage für einige Lösungsverfahren.
Das Prinzip ist Folgendes: Man fängt mit einem beschränkten Intervall an und wählt aus diesem Intervall ein abgeschlossenes Intervall, das komplett in dem vorherigen Intervall liegt, wählt dort wieder ein abgeschlossenes Intervall heraus und so weiter. Werden die Längen der Intervalle beliebig klein, konvergiert also ihre Länge gegen Null, so gibt es genau eine reelle Zahl, die in allen Intervallen enthalten ist. Wegen dieser Eigenschaft können Intervallschachtelungen herangezogen werden, um mit ihnen die reellen Zahlen als Zahlbereichserweiterung der rationalen Zahlen zu konstruieren.
Grundideen in Form des Arguments der vollständigen Teilung finden sich bereits bei Zenon von Elea und Aristoteles.

## Definition

Die ersten vier Glieder einer Intervallschachtelung

Seien {\displaystyle (a_{n}),(b_{n})} rationale oder reelle Zahlenfolgen, {\displaystyle (a_{n})} monoton wachsend und {\displaystyle (b_{n})} monoton fallend, {\displaystyle a_{n}\leq b_{n}} für alle {\displaystyle n\in \mathbb {N} },
und bilden die Differenzen {\displaystyle d_{n}=b_{n}-a_{n}} eine Nullfolge, also
{\displaystyle \lim _{n\to \infty }(b_{n}-a_{n})=0},
dann wird die Folge {\displaystyle (J_{n})_{n\in \mathbb {N} }} oder auch {\displaystyle \left(a_{n}|b_{n}\right)_{n\in \mathbb {N} }} der Intervalle {\displaystyle J_{n}:=[a_{n},b_{n}]} als Intervallschachtelung bezeichnet.

## Konstruktion der reellen Zahlen
Es gilt nun, dass es für jede Intervallschachtelung rationaler Zahlen höchstens eine rationale Zahl {\displaystyle s} gibt, die in allen Intervallen enthalten ist, die also {\displaystyle a_{n}\leq s\leq b_{n}} für alle {\displaystyle n\in \mathbb {N} } erfüllt.
Es stimmt aber nicht, dass jede Intervallschachtelung rationaler Zahlen mindestens eine rationale Zahl {\displaystyle s} enthält; um eine solche Eigenschaft zu erhalten, muss man die Menge {\displaystyle \mathbb {Q} } der rationalen Zahlen zur Menge {\displaystyle \mathbb {R} } der reellen Zahlen erweitern.
Dies lässt sich beispielsweise mit Hilfe der Intervallschachtelungen durchführen. Dazu sagt man, jede Intervallschachtelung definiere eine wohlbestimmte reelle Zahl, also {\displaystyle \sigma :=(J_{n})}. Da Intervalle Mengen sind, kann zur Verdeutlichung des Schnitts aller Intervalle der Schachtelung auch geschrieben werden: {\displaystyle \bigcap _{n\in \mathbb {N} }J_{n}=\{\sigma \in \mathbb {R} \}}.
Die Gleichheit reeller Zahlen definiert man dann über die entsprechenden Intervallschachtelungen:
{\displaystyle \left(a_{n}|b_{n}\right)=\left(a'_{n}|b'_{n}\right)} genau dann, wenn stets {\displaystyle a_{n}\leq b'_{n}} und {\displaystyle a'_{n}\leq b_{n}}.
Auf analoge Weise lassen sich die Verknüpfungen reeller Zahlen als Verknüpfungen von Intervallschachtelungen definieren;
beispielsweise ist die Summe zweier reeller Zahlen als
{\displaystyle \left(a_{n}|b_{n}\right)+\left(a'_{n}|b'_{n}\right)=\left(a_{n}+a'_{n}|b_{n}+b'_{n}\right)}
definiert.
Dieses so definierte System hat nun die gewünschten Eigenschaften, insbesondere gilt nun, dass jede beliebige Intervallschachtelung rationaler Zahlen genau eine reelle Zahl enthält.
Intervallschachtelungen sind aber nicht die einzige Möglichkeit zur Konstruktion der reellen Zahlen; insbesondere ist die Konstruktion als Äquivalenzklasse von Cauchy-Folgen weiter verbreitet. Weiterhin gibt es noch die Methode der Dedekindschen Schnitte.

## Konvergenz der Grenzfolgen einer Intervallschachtelung
Sei {\displaystyle ([a_{n},b_{n}])} eine Intervallschachtelung, die die Zahl {\displaystyle \sigma } definiert. Dann ist
{\displaystyle \lim _{n\to \infty }(a_{n})=\sigma =\lim _{n\to \infty }(b_{n})}
Beweis: Sei ein beliebiges reelles {\displaystyle \varepsilon >0} vorgegeben. Zum Nachweis der Konvergenz der Grenzfolgen {\displaystyle (a_{n}),(b_{n})} ist zu zeigen, dass nach Wahl eines geeigneten {\displaystyle n_{0}} für alle {\displaystyle n>n_{0}} beide Intervallgrenzen {\displaystyle a_{n},b_{n}} in einer {\displaystyle \varepsilon }-Umgebung von {\displaystyle \sigma } liegen.
Da {\displaystyle ([a_{n},b_{n}])} eine Intervallschachtelung und daher {\displaystyle (d_{n})}, {\displaystyle d_{n}=b_{n}-a_{n}\geq 0} eine Nullfolge ist, existiert ein {\displaystyle n_{0}} so, dass {\displaystyle d_{n}<\varepsilon } für alle {\displaystyle n>n_{0}}.
Bildlich: Für alle {\displaystyle n>n_{0}} ist der Durchmesser der Intervalle der Schachtelung so klein, dass keine der Intervallgrenzen {\displaystyle a_{n},b_{n}} mehr eine Grenze der {\displaystyle \varepsilon }-Umgebung von {\displaystyle \sigma } erreicht, wenn das betrachtete Intervall {\displaystyle \sigma } enthalten soll.
Rechnung: Mit {\displaystyle \sigma \in [a_{n},b_{n}]} ist {\displaystyle a_{n}\leq \sigma \leq b_{n}}. Für {\displaystyle n>n_{0}} ist mit {\displaystyle 0\leq d_{n}<\varepsilon \Leftrightarrow 0\geq -d_{n}>-\varepsilon }:
- {\displaystyle b_{n}=a_{n}+d_{n}\leq \sigma +d_{n}<\sigma +\varepsilon }, wegen {\displaystyle \sigma -\varepsilon <\sigma \leq b_{n}} ist insgesamt {\displaystyle b_{n}\in U_{\varepsilon }(\sigma )};
- {\displaystyle a_{n}=b_{n}-d_{n}\geq \sigma -d_{n}>\sigma -\varepsilon }, wegen {\displaystyle \sigma +\varepsilon >\sigma \geq a_{n}} ist insgesamt {\displaystyle a_{n}\in U_{\varepsilon }(\sigma )}, q. e. d.

## Weitere Anwendungen
- Der Zwischenwertsatz von Bolzano lässt sich mit dem Intervallschachtelungsprinzip beweisen.
- Die Bisektion ist ein numerisches Verfahren, das auf der Intervallschachtelung basiert.